# Большой Ярудей
Большой Ярудей — река в России, протекает по территории Надымского района Ямало-Ненецкого автономного округа. Длина реки составляет 190 км, водосборная площадь — 2520 км². В районе острова Таркасале впадает в Обскую губу Карского моря. Высота устья — 69 метров над уровнем моря.
Экологические аспекты реки в 2010 году рассмотрены в статье Егорова. В экологическом плане на реку оказывает существенное влияние одно из крупнейших газовых месторождений Медвежье.

## Притоки
- 5 км: Норисада (пр)
- 17 км: Малый Ярудей (пр)
- 40 км: река без названия (пр)
- 54 км: Быкшор (пр)
- 77 км: Хояха (пр)
- 93 км: река без названия (пр)
- 101 км: река без названия (пр)
- 129 км: Ярудейтарка (пр)
- 160 км: Хараяха (лв)
- 174 км: река без названия (лв)

## Данные водного реестра
По данным государственного водного реестра России относится к Нижнеобскому бассейновому округу, водохозяйственный участок реки — Надым. Речной бассейн реки — Надым.
Код объекта в государственном водном реестре — 15030000112115300051177.